# FC Eintracht Altona
Der FC Eintracht Altona war ein Sportverein aus der bis 1938 selbstständigen Stadt Altona und einer der 86 Gründungsvereine des Deutschen Fußball-Bundes. Vertreten wurde er hier durch Walter Sommermeier.
Der Verein spielte von 1897 bis 1902 in der höchsten Klasse des Hamburg-Altonaer Fußball-Bunds (HAFB).